# Etzel Cardeña
Etzel Cardeña  ( 9 de noviembre de 1957) sustenta la cátedra Thorsen de Psicología (incluyendo parapsicología e hipnosis) en la Universidad de Lund, Suecia, en donde es Director del Centro de Investigación sobre la Conciencia y Psicología Anómala (CERCAP). Oriundo de México, Cardeña dio su primera conferencia a los 13 años en el Museo Nacional de Antropología (sobre psicohistoria),[cita requerida] estudió en la Universidad Iberoamericana, trabajó en teatro para la UNAM e INBA en México, completó una maestría en psicología clínica en la Universidad de York en Toronto, Canadá, y una Maestría y Doctorado en Psicología de la Personalidad en la Universidad de California, Davis. Su tesis doctoral bajo la supervisión de Charles Tart fue sobre la fenomenología de estados profundos de hipnosis. Posteriormente realizó un posdoctorado en el ámbito de la disociación (alteraciones de la conciencia caracterizadas por desapego experiencial o falta de integración) e hipnosis en la Universidad de Stanford bajo la supervisión de David Spiegel. [1]
Cardeña ha sido Presidente de la División 30 de la American Psychological Association, de la Sociedad de Hipnosis Clínica y Experimental (SCEH) y de la Asociación Parapsicológica (Parapsychological Association). Ha sido también consultor del Manual diagnóstico y estadístico de los trastornos mentales - Cuarta edición (DSM-IV) y del DSM-V. Fue consultor de la Organización Mundial de la Salud en la elaboración de directrices para la Salud Mental y Apoyo Psicosocial en Situaciones de Emergencia.
Sus áreas principales de investigación son la hipnosis, fenómenos y trastornos disociativos, y experiencias anómalas, incluyendo las parapsicológicas. Entre sus más de 200 publicaciones científicas figura el libro Las variedades de la experiencia anómala: Un examen de la evidencia científica, el primer volumen académico sobre experiencias anómalas publicado por una editorial científica (American Psychological Association).
Además de su trabajo profesional en psicología Etzel Cardeña ha trabajado profesionalmente en teatro como director, actor y dramaturgo en México, EE. UU. y Suecia. Realizó estudios de postgrado en dirección teatral en la Universidad de California, Davis.

## Libros
- Cardeña, E., & Croyle, K. (Eds.) (2005). Acute reactions to trauma and psychotherapy: A multidisciplinary and international perspective. New York: Haworth Press. Publicado también como un número especial del Journal of Trauma and Dissociation, 6(2).
- Cardeña, E., Lynn, S. J., & Krippner, S. (Eds.). (2000). Varieties of anomalous experience: Examining the scientific evidence. Washington D. C.: American Psychological Association.
- Kirsch, I., Capafons, A., Cardeña-Buelna, E., & Amigó, S. (Eds.) (1999). Clinical hypnosis and self-regulation therapy: A cognitive-behavioral perspective. Washington D. C.: American Psychological Association.

## Premios
- Entre los diversos premios que ha recibido se encuentran:
- Contribución Distinguida a la Hipnosis Científica, de la Sociedad de Hipnosis Psicológica (División 30 de la American Psychological Association o APA), 2007.
- Premio a la Excelencia en Investigación, Facultad de Ciencias Sociales y del Comportamiento, Universidad de Texas PanAmerican, 2004.
- Premio Morton Prince de Contribución Acumulada en Investigación sobre los Trastornos Disociativos, de la Sociedad Internacional para el Estudio del Trauma y la disociación (ISSTD), 1999.
- Premio por Contribuciones Distinguidas a Principios de la Carrera, División 30 de la APA, 1995. [3]